# Sinningia defoliata
Sinningia defoliata är en tvåhjärtbladig växtart som först beskrevs av Gustaf Oskar Andersson Malme, och fick sitt nu gällande namn av Chautems. Sinningia defoliata ingår i släktet Sinningia och familjen Gesneriaceae. Inga underarter finns listade i Catalogue of Life.